# خودشیفتگی تفاوت‌های کوچک
خودشیفتگی تفاوت‌های کوچک یا نارسیسیزم تفاوت‌های کوچک (به آلمانی: Narzissmus der kleinen Differenzen) نظریه‌ای‌است که بیان می‌کند جوامع سرزمین‌های مجاور و با روابط تنگاتنگ، به دلیل بیش‌حساسیت نسبت به جزئیات تفاوت‌هایشان، به‌طور ویژه‌ای مستعد بروز عداوت متقابل و استهزای یکدیگرند. این اصطلاح را برای نخستین بار زیگموند فروید در سال ۱۹۱۷ بر مبنای مطالعات انسان‌شناس بریتانیایی ارنست کراولی مطرح کرد. کراولی با زبانی که تفاوت چندانی با توصیفات امروزین رویکرد روان‌کاوی نداشت، استدلال کرده بود که هر فرد به واسطه این تابو که دارای فردیتی شخصی و ایزوله از دیگران است فردیت متمایز خود را تعریف می‌کند؛ یعنی همان ایده‌ای که فروید بعدها تحت عنوان نارسیسیسم تفاوت‌های کوچک ابراز کرد.

## تاریخچه
فروید اصطلاح نارسیسیزم تفاوت‌های کوچک را نخستین بار در کتاب تمدن و ملالت‌های آن مطرح کرد. او در بحث خود دربارهٔ این که چگونه انسان تمایل مادرزادی خود به تعرض و خشونت را در مناقشات قومی ابراز می‌کند این اصطلاح را به کار برد. او در آن زمان نارسیسیزم تفاوتهای کوچک را شیوه‌ای سهل و آسان و نسبتاً بی‌ضرر برای ارضای گرایش‌های خشونت‌بار آدمی تعبیر کرده بود.
روانکاو آمریکایی گلن گابارد می‌گوید در یک رابطه عاشقانه این نارسیسیزم تفاوت‌های کوچک است که باعث می‌شود فرد به‌طور مداوم تفاوت‌های خود را با معشوق جستجو و حتی دربارهٔ آن‌ها اغراق کند تا از این طریق حس خویش‌بودگی و تمایز را حفظ نماید.
همچنین متفکران پست‌مدرن استدلال کرده‌اند که پدیده مصرف‌گرایی با نارسیسیزم تفاوت‌های کوچک ارتباط مستقیم دارد و وسیله‌ای فراهم می‌آورد که از طریق آن به طوری سطحی یکسان‌سازی و شبیه هم شدن اعضای جامعه از دید خود آن‌ها پنهان شود.
کریستوفر هیچنز از این مفهوم برای توضیح جنگ‌های قومی استفاده می‌کرد. او یک‌بار گفته بود «در بسیاری از جنگ‌های ملی-قومیتی عمیق‌ترین و شدیدترین نفرت از سوی مردمی نسبت به یکدیگر ابراز می‌شود که از دید ناظر بیرونی تفاوت چندانی با هم ندارند.»